# 佩尔·拉斯穆森
佩尔·拉斯穆森（丹麥語：Per Rasmussen，1959年2月2日—），丹麦男子赛艇运动员。他曾代表丹麦参加1980年、1984年和1988年夏季奥林匹克运动会赛艇比赛，其中1984年奥运会获得一枚铜牌。